# Liriomyza pechumani
Liriomyza pechumani este o specie de muște din genul Liriomyza, familia Agromyzidae, descrisă de Spencer în anul 1986.
Este endemică în Florida. Conform Catalogue of Life specia Liriomyza pechumani nu are subspecii cunoscute.